# 四稜穗莎草
四稜穗莎草（学名：Cyperus zollingeri）为莎草科莎草属的植物。分布在澳洲、锡金、印度、喜马拉雅山、日本、印度尼西亚、马来亚、非洲、尼泊尔以及中国大陆的云南、广西、广东、福建等地，见于山坡和空旷的草地上，目前尚未由人工引种栽培。